# 洛米塔
洛米塔（Lomita）是美国加利福尼亚州洛杉矶县下属的一座城市。2010年人口普查时人口为20,256人，高于2000年人口普查的20,046人。“lomita”这个词是西班牙语“小小的山丘”。

## 历史
洛米塔原本是兰乔圣佩德罗的一部分，1784年西班牙国王卡洛斯三世把兰乔圣佩德罗授予胡安·何塞·多明戈斯。
1981年10月，洛米塔与日本大阪的高石市建立了友好城市关系。